# Dinamarca nos Jogos Olímpicos de Verão de 2000
A Dinamarca participou dos Jogos Olímpicos de Verão de 2000 em Sydney, Austrália.